# Ministri di Stato del Principato di Monaco

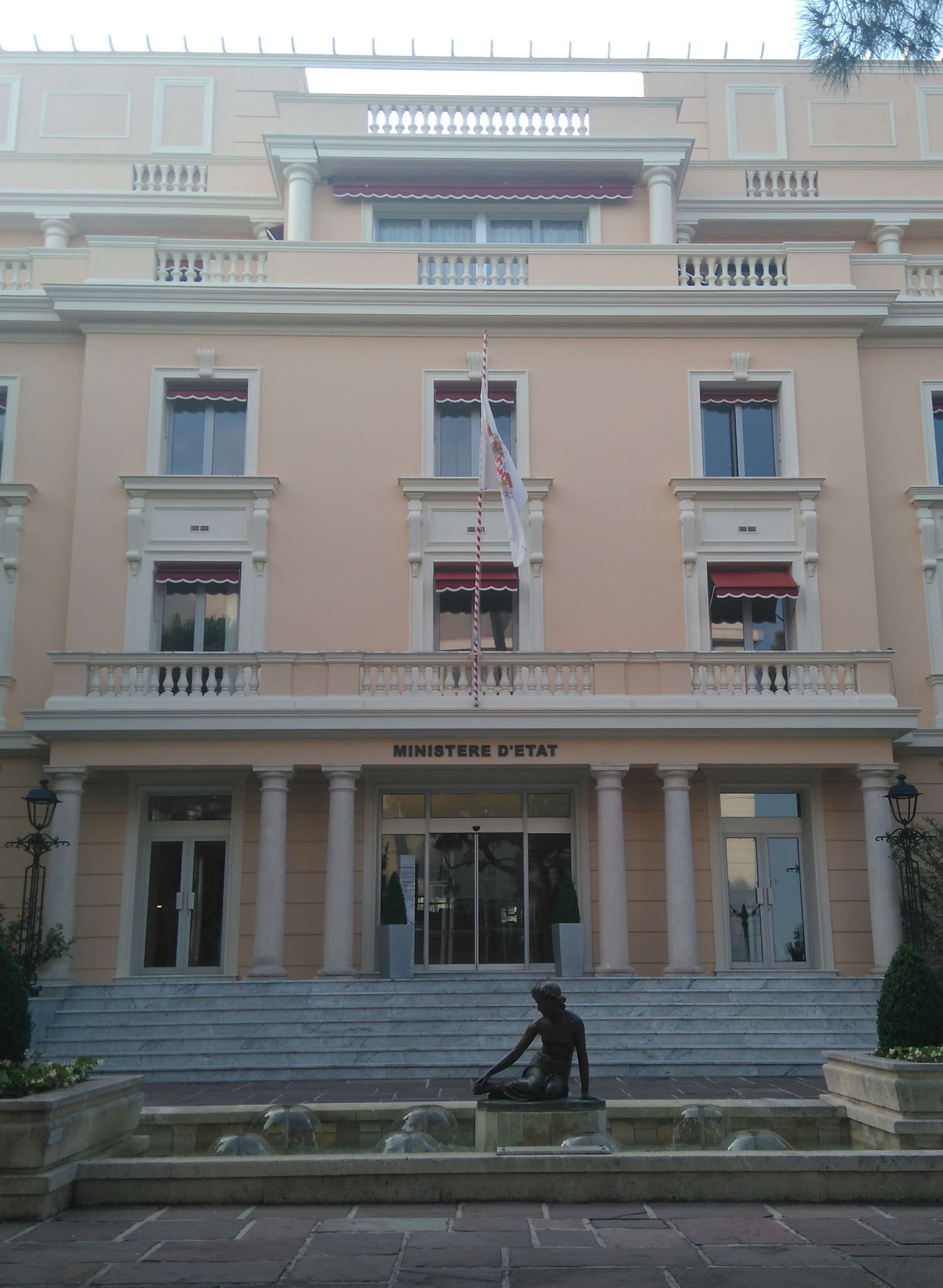
Residenza ufficiale del Ministro di Stato

Il Ministro di Stato del Principato di Monaco (in francese Ministre d'État de la Principauté de Monaco) è il capo del governo del Principato di Monaco. Seconda carica dello Stato, rappresenta il Principe, dal quale è nominato, e presiede con diritto di voto il governo monegasco.
La figura del Ministro di Stato fu istituita nel 1911 con l'adozione della costituzione; Ministro di Stato doveva essere un cittadino francese, scelto tra i candidati proposti dal governo francese. Dal 2002, a seguito della revisione della costituzione, egli può essere sia un cittadino monegasco sia francese, ma è in ogni caso scelto dal Principe previa consultazione del governo francese.

## Elenco
| N° | Ritratto | Ministro di Stato                          | Mandato                    | Mandato           | Mandato             | Principe                |
| N° | Ritratto | Ministro di Stato                          | Inizio                     | Fine              | Durata              | Principe                |
| -- | -------- | ------------------------------------------ | -------------------------- | ----------------- | ------------------- | ----------------------- |
| 1  |          | Émile Flach (1853-1926)                    | 5 febbraio 1911            | 31 dicembre 1917  | 6 anni e 329 giorni | Alberto II (1889-1922)  |
| —  |          | Georges Jaloustre (1875-1951) (ad interim) | 1 gennaio 1918             | 22 febbraio 1919  | 1 anno e 52 giorni  | Alberto II (1889-1922)  |
| 2  |          | Raymond Le Bourdon (1861-1937)             | 22 febbraio 1919           | 1° ottobre 1923   | 4 anni e 221 giorni | Alberto II (1889-1922)  |
| 3  |          | Maurice Piette (1871-1953)                 | 1° ottobre 1923            | 15 gennaio 1932   | 8 anni e 106 giorni | Luigi II (1922-1949)    |
| —  |          | Henry Mauran (1899-1983) (ad interim)      | 15 gennaio 1932            | 14 giugno 1932    | 0 anni e 151 giorni | Luigi II (1922-1949)    |
| 4  |          | Maurice Bouilloux-Lafont (1875-1937)       | 14 giugno 1932             | 31 maggio 1937    | 4 anni e 351 giorni | Luigi II (1922-1949)    |
| —  |          | Henry Mauran (1899-1983) (ad interim)      | 31 maggio 1937             | 1° agosto 1937    | 0 anni e 62 giorni  | Luigi II (1922-1949)    |
| 5  |          | Émile Roblot (1886-1963)                   | 1° agosto 1937             | 29 settembre 1944 | 7 anni e 59 giorni  | Luigi II (1922-1949)    |
| —  |          | Pierre Blanchy (1897-1981) (ad interim)    | 29 settembre 1944          | 13 ottobre 1944   | 0 anni e 14 giorni  | Luigi II (1922-1949)    |
| 6  |          | Pierre de Witasse (1878-1959)              | 13 ottobre 1944            | 31 dicembre 1948  | 4 anni e 79 giorni  | Luigi II (1922-1949)    |
| —  |          | Pierre Blanchy (1897-1981) (ad interim)    | 4 gennaio 1949             | 12 luglio 1949    | 0 anni e 189 giorni | Luigi II (1922-1949)    |
| 7  |          | Jacques Rueff (1896-1978)                  | 12 luglio 1949             | 1° agosto 1950    | 1 anno e 20 giorni  | Ranieri III (1949-2005) |
| 8  |          | Pierre Voizard (1896-1982)                 | 1° agosto 1950             | 2 settembre 1953  | 3 anni e 32 giorni  | Ranieri III (1949-2005) |
| 9  |          | Henry Soum (1899-1983)                     | 15 novembre 1953           | 12 febbraio 1959  | 5 anni e 89 giorni  | Ranieri III (1949-2005) |
| 10 |          | Émile Pelletier (1898-1975)                | 12 febbraio 1959           | 23 gennaio 1962   | 2 anni e 345 giorni | Ranieri III (1949-2005) |
| —  |          | Pierre Blanchy (1897-1981) intérim         | 23 gennaio 1962            | 16 agosto 1963    | 1 anno e 205 giorni | Ranieri III (1949-2005) |
| 11 |          | Jean-Émile Reymond (1912-1992)             | 16 agosto 1963             | 28 dicembre 1966  | 3 anni e 134 giorni | Ranieri III (1949-2005) |
| 12 |          | Paul Demange (1906-1970)                   | 28 dicembre 1966           | 1° aprile 1969    | 2 anni e 94 giorni  | Ranieri III (1949-2005) |
| 13 |          | François-Didier Gregh (1906-1992)          | 1° aprile 1969             | 24 maggio 1972    | 3 anni e 53 giorni  | Ranieri III (1949-2005) |
| 14 |          | André Saint-Mleux (1920-2012)              | 24 maggio 1972             | 8 luglio 1981     | 9 anni e 45 giorni  | Ranieri III (1949-2005) |
| 15 |          | Jean Herly (1920-1998)                     | 8 luglio 1981              | 16 settembre 1985 | 4 anni e 70 giorni  | Ranieri III (1949-2005) |
| 16 |          | Jean Ausseil (1925-2001)                   | 16 settembre 1985          | 16 febbraio 1991  | 5 anni e 153 giorni | Ranieri III (1949-2005) |
| 17 |          | Jacques Dupont (1929-2002)                 | 16 febbraio 1991           | 2 dicembre 1994   | 3 anni e 289 giorni | Ranieri III (1949-2005) |
| 18 |          | Paul Dijoud (1938)                         | 2 dicembre 1994            | 3 febbraio 1997   | 2 anni e 63 giorni  | Ranieri III (1949-2005) |
| 19 |          | Michel Lévêque (1933)                      | 3 febbraio 1997            | 5 gennaio 2000    | 2 anni e 336 giorni | Ranieri III (1949-2005) |
| 20 |          | Patrick Leclercq (1938)                    | 5 gennaio 2000             | 1° giugno 2005    | 5 anni e 147 giorni | Ranieri III (1949-2005) |
| 21 |          | Jean-Paul Proust (1940-2010)               | 1° giugno 2005             | 8 aprile 2010     | 4 anni e 311 giorni | Alberto II (dal 2005)   |
| 22 |          | Michel Roger (1949)                        | 29 marzo 2010              | 16 dicembre 2015  | 5 anni e 262 giorni | Alberto II (dal 2005)   |
| —  |          | Gilles Tonelli (1967) (ad interim)         | 16 dicembre 2015           | 1° febbraio 2016  | 0 anni e 47 giorni  | Alberto II (dal 2005)   |
| 23 |          | Serge Telle (1955)                         | 1° febbraio 2016           | 31 agosto 2020    | 4 anni e 212 giorni | Alberto II (dal 2005)   |
| 24 |          | Pierre Dartout (1954)                      | 31 agosto 2020             | 2 settembre 2024  | 4 anni e 2 giorni   | Alberto II (dal 2005)   |
| 25 |          | Didier Guillaume (1959-2025)               | 2 settembre 2024           | 17 gennaio 2025   | 0 anni e 137 giorni | Alberto II (dal 2005)   |
| -  |          | Isabelle Berro-Amadeï (1965) (ad interim)  | 10 gennaio 2025            | 21 luglio 2025    | 0 anni e 200 giorni | Alberto II (dal 2005)   |
| 26 |          | Christophe Mirmand (1961)                  | 21 luglio 2025 - in carica | -                 | 0 anni e 15 giorni  | Alberto II (dal 2005)   |